# Porfirio Díaz

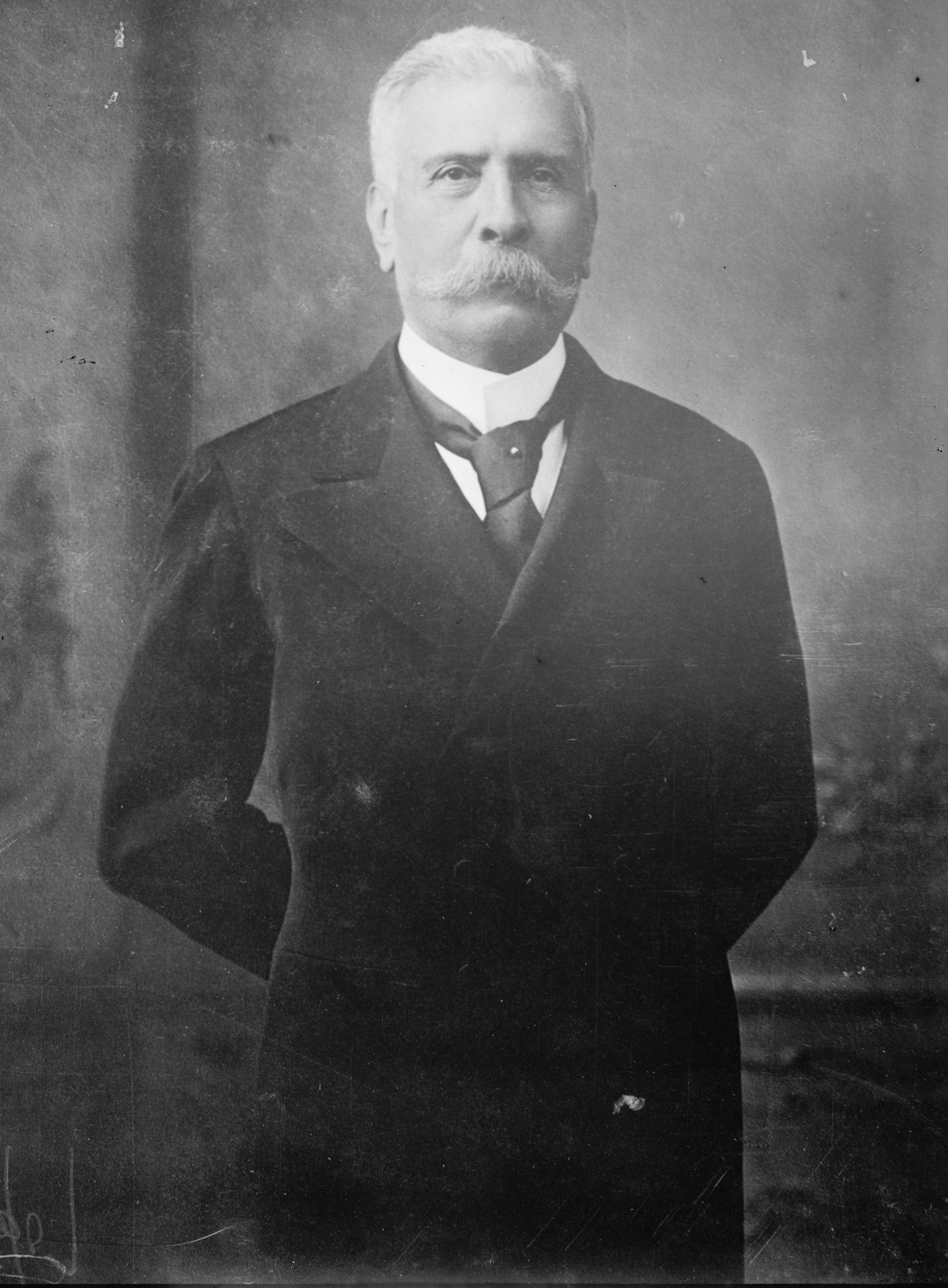
Porfirio Díaz

José de la Cruz Porfirio Díaz Mori (n. 15 septembrie 1830 - d. 2 iulie 1915) a fost militar și politician mexican, care a fost președinte al Mexicului de mai multe ori, o lună în 1876, apoi în perioadele 1877 - 1880 și 1884 - 1911.
A fost veteran în Războiul Mexican de Reformă și în cadrul Intervenției franceze în Mexic.
A ajuns la gradul de general și a condus trupele republicane împotriva împăratului Maximilian I.
Preluând puterea printr-o lovitură de stat în 1876, conduce țara, împreună cu aliații, pentru de 34 de ani, perioadă cunoscută ca Porfiriato.